# Gemeinsame elektronische Überwachungsstelle der Länder
Die Gemeinsame elektronische Überwachungsstelle der Länder (GÜL) hat ihren Sitz im hessischen Weiterstadt in einem Hochsicherheitstrakt der dortigen Justizvollzugsanstalt.

## Aufgabe
Aufgabe der GÜL ist es, im Rahmen der Elektronische Aufenthaltsüberwachung (EAÜ, Elektronische Fußfessel) die eingehenden Ereignismeldungen (z. B. über Weisungsverstöße oder Beeinträchtigung der Datenerhebung) rund um die Uhr entgegenzunehmen und im Hinblick auf möglicherweise notwendige Maßnahmen der Gefahrenabwehr oder der Führungsaufsicht zu bewerten.

## Geschichte
Zur Gewährleistung der fachlichen Überwachung als hoheitlicher Aufgabe wurde ein Staatsvertrag abgeschlossen, der am 1. Januar 2012 in Kraft getreten ist und die Einrichtung einer Gemeinsamen elektronischen Überwachungsstelle der Länder (GÜL) zum Gegenstand hat. Inzwischen sind alle Bundesländer diesem Vertrag beigetreten.
Von 2012 bis 2017 hatte die GÜL ihren Sitz bei der IT-Stelle der hessischen Justiz im Gebäude des ehemaligen Amtsgerichts in Bad Vilbel.